# Jan Nepomuk Filcík
Jan Nepomuk Josef Filcík (20. listopadu 1785 Kopidlno – 25. ledna 1837 Chrast) byl český pedagog, spisovatel a hudebník.

## Život
Studoval na učitelském kursu jičínském a od roku 1805 v Praze na ústavě učitelském. Od roku 1810 působil v Chrasti, kde se stal učitelem na farní škole a pobyl zde do roku 1837, kdy zemřel. Působil i v Praze, Kolíně i Hrochově Týnci. Vyučoval česky a učil praktickým dovednostem. Věnoval se chrámové i světské hudbě. Patřil k obrozeneckým kantorům. Předstihl i svou dobu, jelikož zavedl nové formy vyučování ve škole. Pro nově zavedené předměty si sám psal učebnice. Napsal jich celkem 24, ale kvůli finančním problémům vydal tiskem pouze 10 učebnic. Na jeho památku byla v Chrasti pojmenována ulice i základní umělecká škola, na budově ZŠ se nalézá jeho pamětní deska. V Chrašicích (část Chrasti) se nachází Filcíkův hrob, který je bohatě zdobený.

## Dílo
- Prawidla Dobropjsemnosti České (Hradec Králové, J. Pospíšil, 1823)[2]
- Proč a proto při Vměnj Početnjm (Hradec Králové, J. Pospíšil, 1823)
- Hauslj Škola (Praha, 1832)
- Mrawný Kalendář s připogeným Nawedenjm ke Zpěwu (Praha, Arcibiskupská tiskárna, 1832)[3]
- Rychlý Počtář, aneb, Krátce obsažené počty z hlawy pro mládež dospělegssj (J. Pospíšil, Hradec Králové, 1833)[4]
- Přjrodopis co kratochwilnjk školnj pro mládež dospělegšj českoslowanskau (Praha, Arcibiskupská knihtiskárna, 1834)[5]
- Zahradnjček, čili, Náwod ke sstěpařstwj s připogeným wčelařstwjm (Hradec Králové, J. Pospíšil, 1849)[6]

## Galerie

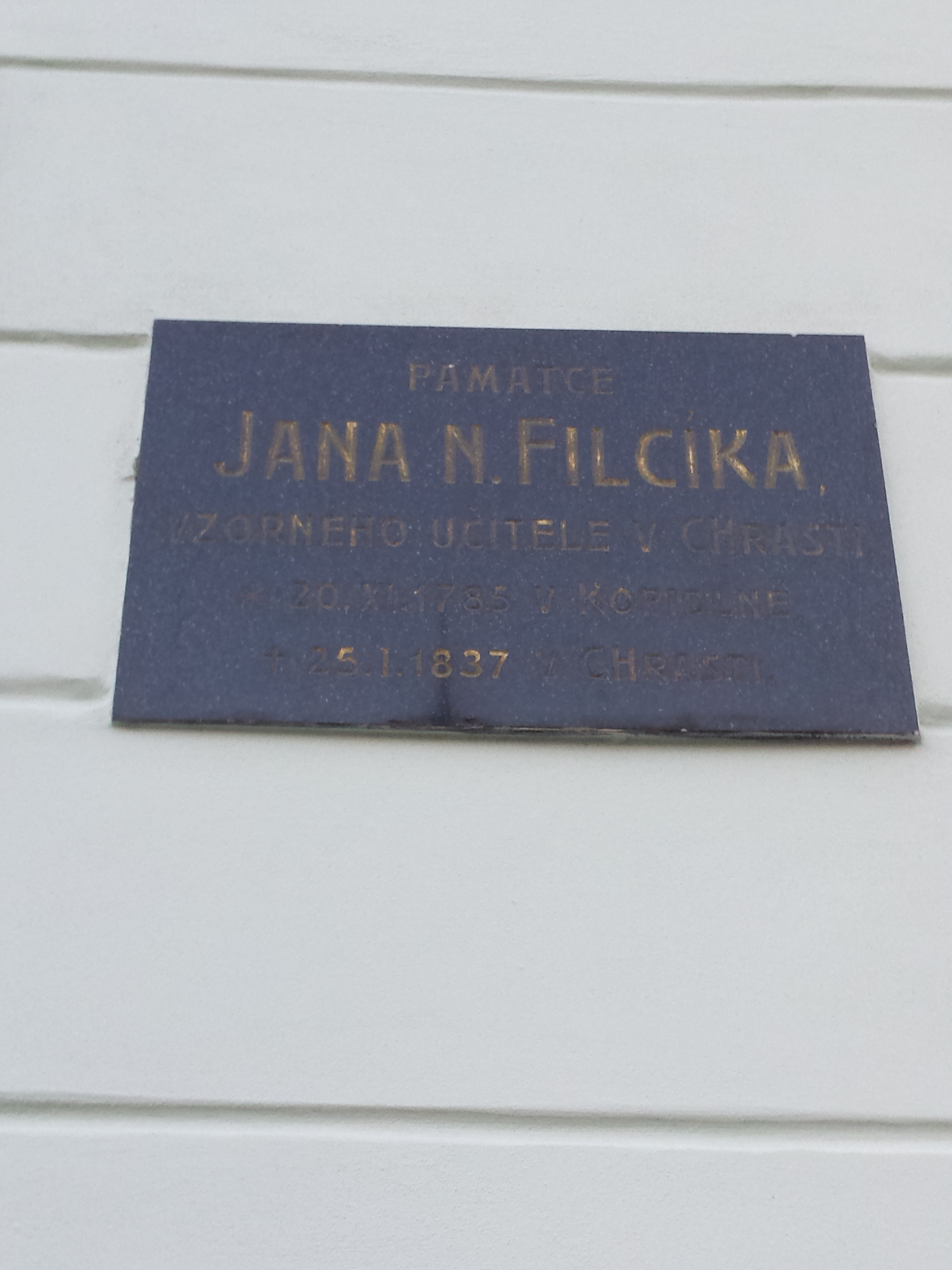
Pamětní deska
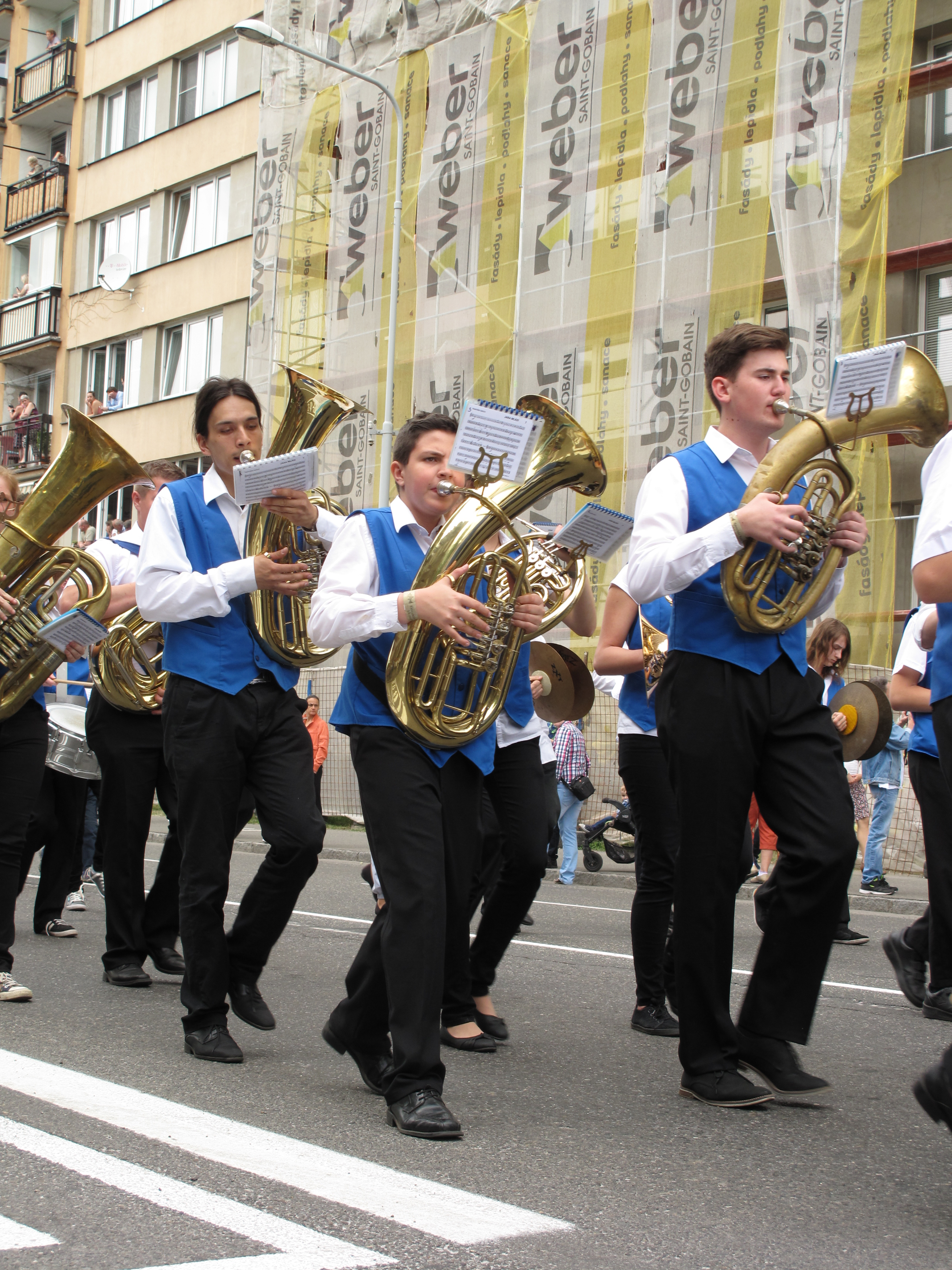
Odkaz J. N. Filcíka, dechový orchestr při místní základní umělecké škole